# Regio decreto 30 dicembre 1923, n. 3184
Il Regio decreto 30 dicembre 1923, n. 3184 fu un Regio decreto del governo Mussolini, firmato da Vittorio Emanuele III di Savoia.
Il decreto era volto a istituire un'assicurazione obbligatoria contro la invalidità e la vecchiaia, portando alla nascita della "Cassa nazionale per le assicurazioni sociali", poi divenuto Istituto nazionale della previdenza sociale.

## Cosa dice il decreto
La legge decreta il diritto ad una pensione d'invaliditá o di vecchiaia tramite un'assicurazione obbligatoria, per cui sia i lavoratori che i datori di lavoro avrebbero concorso al pagamento durante gli anni di lavoro. Il lavoro é un dovere per ogni cittadino, che da una posizione di servitù, si troverà in una posizione di libertà e dignitá avendo una certezza di sostentamento dopo la fine della carriera lavorativa o se invalido.
Entrata in vigore del provvedimento: 16 febbraio 1924.

## Il testo del R.D. n. 3184
Testo del Regio Decreto 30 dicembre 1923, n. 3184 "Assicurazione obbligatoria contro la invalidità e la vecchiaia per le persone di ambo i sessi".
in virtu' della delegazione di poteri conferiti al Governo del Re con la legge 3 dicembre 1922, n. 1601; Visti i decreti-legge 21 aprile 1919, n. 603; 27 ottobre 1922, n. 1479, e 8 marzo 1923, n. 616; Udito il Consiglio dei Ministri; Sulla proposta del Nostro Ministro Segretario di Stato per l'economia nazionale, di concerto con il Presidente del Consiglio dei Ministri, Ministro per l'interno, con i Ministri per le finanze, per la giustizia e gli affari di culto e per le colonie; 
Abbiamo decretato e decretiamo:
Art. 1.
E' obbligatoria l'assicurazione contro la invalidità e la vecchiaia per le persone di ambo i sessi che hanno compiuta l'età di 15 anni e non superata quella di 65 anni e che prestano l'opera loro alle dipendenze di altri come:
1° Operai, garzoni, apprendisti, inservienti, assistenti, commessi, sorveglianti ed impiegati in genere delle industrie, dei commerci, dell'agricoltura, compresa la caccia e la pesca, dei pubblici servizi, delle professioni liberali, e coloro che lavorano a domicilio per conto di altri, intendendosi per tali quelli che eseguiscono lavoro salariato per conto di un imprenditore, nella propria abitazione o in locali che non siano di pertinenza dell'imprenditore ne' sottoposti alla sua vigilanza diretta;
2° Domestici e persone che prestino stabilmente l'opera loro nei servizi familiari.
Gli stranieri che lavorano nel Regno in una delle categorie indicate nel presente articolo sono soggetti all'obbligo dell'assicurazione secondo le norme del presente decreto; essi pero' non sono ammessi a godere della quota d'integrazione dello Stato se non nel caso in cui uno speciale accordo con il loro paese d'origine abbia assicurato ai cittadini italiani un trattamento di reciprocità.»
(Vittorio Emanuele III, Regio Decreto 3184 30.12.1923)